# Comuna Mala Țvilea, Novohrad-Volînskîi
Mala Țvilea (în ucraineană Малоцвілянська сільська рада) este o comună în raionul Novohrad-Volînskîi, regiunea Jîtomîr, Ucraina, formată din satele Berehove, Karpîlivka, Mala Țvilea (reședința) și Virivka.

## Demografie
Componența lingvistică a comunei Mala Țvilea
     Ucraineană (99,16%)
     Alte limbi (0,67%)
Conform recensământului din 2001, majoritatea populației comunei Mala Țvilea era vorbitoare de ucraineană (99,16%), existând în minoritate și vorbitori de alte limbi.